# اسناد فلسطین
اسناد فلسطین به اسناد منتشر شده توسط شبکه خبری الجزیره و روزنامه گاردین در سال ۲۰۱۱ گفته می‌شود که به گفته آن‌ها مکاتبات دیپلماتیک مربوط به نزاع اعراب و اسرائیل می‌باشد. به گفته تلویزیون الجزیره این اسناد بزرگ‌ترین درز اطلاعات دیپلماتیک مربوط به مناقشه فلسطین بوده و شامل ۱٬۷۰۰ تصویر، یادداشت، ایمیل، نقشه، و هزاران صفحه از مکاتبات دیپلماتیک با شرح عملکرد داخلی روند صلح اسرائیل و فلسطین می‌باشد. این اسناد بین ۲۳ تا ۲۶ ژانویه ۲۰۱۱ منتشر شد. تشکیلات خودگردان فلسطین اسناد منتشره را جعلی خوانده‌است.

## محتویات منتشر شده

### تبادل زمین
- به گفته وبگاه بی‌بی‌سی، این اسناد گزارش می‌دهند «مذاکره کنندگان فلسطینی موافقت کردند اسرائیل بخش‌های بزرگی از شهر بیت‌المقدس شرقی را که به‌طور غیرقانونی اشغال کرده در اختیار خود نگهدارد» و «تعداد آوارگانی که می‌توانند بازگردند را به ۱۰۰ هزار نفر طی ده سال کاهش دهد.»[۱]
- در یکی از اسناد احمد قریع تضمین می‌کند زمین‌های درخواستی فلسطینیان شامل شهرک‌های یهودی‌نشین نمی‌شود و بخش‌هایی از اراضی بایر و شهرهای تحت اشغال غیرقانونی را در بر می‌گیرد.[۲]
- در یکی از مذاکرات طرف فلسطینی برای اولین بار حاضر شده‌است یک گروه مشترک اسرائیلی-فلسطینی مسئولیت اداره مسجدالاقصی را بر عهده بگیرد.[۳]

### مهاجرت فلسطینیان
- کاندولیزا رایس پیشنهاد داده بود که پناهندگان فلسطینی به شیلی و آرژانتین منتقل شوند.[۴]
- تسیپی لیونی بر مهاجرت اجباری شهروندان عرب اسرائیل به کشور آینده فلسطین به عنوان بخشی از قرارداد مبادله زمین اصرار داشت.[۵]

### عملکرد دولت اوباما
- امیدواری فلسطینیان به باراک اوباما رشد سریع و سپس تنزل سریع داشته‌است.[۶]
- بر اساس این اسناد دولت اوباما تهدید کرده‌است که کمک‌های مالی به دولت خودگردان فلسطین را در صورت تغییر رهبری آن در انتخابات آینده قطع می‌کند.[۷]

### مسئولیت آوارگان
- تسیپی لیونی و کاندولیزا رایس جبران کردن آنچه پناهندگان فلسطینی به آن دچار شده‌اند را وظیفه جامعه بین‌المللی می‌دانند. در یکی از اسناد از کاندولیزا رایس نقل شده‌است که «اگر می‌خواهید به بحث در مورد مسئولیت آن بپردازید مسئولیت به عهده جامعه بین‌المللی است و نه اسرائیل. آنها اسرائیل را ایجاد کردند.» همچنین بنا بر سندی دیگر تسیپی لیونی می‌پرسد «که چه کسی مسئول یهودیانی است که در حملات تروریستی صدمه دیده‌اند؟»[۸]
- مذاکره کنندگان فلسطینی در مذاکرات خصوصی درخواست اسرائیل که خودش به عنوان یک دولت یهودی تعریف کند را قبول کرده‌اند.[۵]

### مقابله با مبارزان فلسطینی
- براساس اسناد فاش شده تشکیلات خودگردان فلسطین و ام‌آی۶ توافق‌نامه محرمانه‌ای را امضا کردند که به موجب آن رهبران کلیدی حماس و سایر گروه‌های مقاومت با کمک اطلاعاتی ام‌آی۶ و عملیات نیروهای تشکیلات خودگردان بازداشت شوند. در جهت انجام این طرح نیز آموزش‌هایی از جانب مأموران انگلیسی برای نیروهای فلسطینی تحت فرمان یاسر عرفات انجام گرفته شد.[۹]
- همچنین ابومازن در ترغیب ارتش اسرائیل به انجام جنگ غزه ۲۰۰۸–۲۰۰۹ با حماس و سایر گروهای مبارز نوار غزه نقش مؤثری داشته‌است.[۱۰]

## واکنش‌ها
- دولت خودگردان فلسطین اسناد منتشره را جعلی خواند.[۱۱]
- معترضان در رام‌الله به استودیوهای الجزیره یورش بردند. اما در شهر غزه خشم متوجه مذاکره‌کنندگان فلسطینی است.[۱۲]
- گروه‌های فلسطینی طرح آمریکا برای جابجایی پناهندگان فلسطینی به شیلی و آرژانتین به‌جای بازگشت به سرزمین اجدادی شان را شوک‌آور و وحشتناک توصیف کرده‌اند.[۱۳]
- نبیل شعث، مشاور ابومازن، اسناد منتشر شده دربارهٔ گفتگوهای سازش بین اسرائیل و فلسطینی‌ها را تأیید کرد و اعلام کرد این اسناد موضع واقعی تشکیلات خودگردان فلسطین را بیان کرده‌است.[۱۴]

## عامل انتشار اسناد
بنابر ادعای روزنامه اسرائیلی معاریو، عامل انتشار این اسناد جنبش حماس نبوده بلکه شخص محمد دحلان، عضو برکنار شده جنبش فتح می‌باشد که به موجب انتقام از این حزب دست به این افشاسازی زده‌است.